# Билл Дана (актёр)
Билл Дэна (сценический псевдоним, имя при рождении Уильям Сзатмари; 5 октября 1924 года, Куинси — 15 июня 2017 года, Нашвилл) — американский комик, актёр и сценарист. Многократный участник телевизионных шоу, таких как шоу Эда Салливана, зачастую в облике боливийского персонажа по имени Хосе Хименес или космонавта Джименеса.

## Биография
Уильям Сзатмари родился в городе Куинси, штат Массачусетс в семье еврейского эмигранта из Венгрии.
Во время Второй мировой войны служил в 263-м пехотном полку, 66-й пехотной дивизии в армии Соединённых Штатов миномётчиком, пулемётчиком, а также неофициальным переводчиком. Награждён Бронзовой звездой.
Дана начал свою карьеру в студии NBC 6B с партнёром Джином Вудом. В 1950-х годах он выступал на шоу The Imogene Coca Show, The Danny Thomas Show и Martha Raye Show. Он также продюсировал The Spike Jones Show.
Скончался 15 июня 2017 года в Нашвилле.

## Карьера в кино

### Роли
- 1991—1995 — Цветок (США)
- 1991 — Отпуск Лены (США)
- 1988—1992 — Золотые девочки (США)
- 1986—1988 — Sledge Hammer! (США)
- 1982—1988 — Сент-Элсвер (St. Elsewhere) (США)
- 1981 — Убийство в Техасе (Murder in Texas) (США)
- 1980 — Обнажённая бомба (The Nude Bomb) (США)
- 1978—1981 — Вегас (Vegas) (США)
- 1978 — Гид для замужней женщины (Guide for the Married Woman) (США)
- 1977—1984 — Остров фантазий (Fantasy Island) (США)
- 1974 — Лето Гаррада (Harrad Summer) (США)
- 1967 — Итальянец в Америке (Un Italiano in America)(Италия)
- 1967 — Занятое тело (The Busy Body) (США)
- 1966—1968 — Бэтмен (Batman) (США)
- 1966 — Шоу Дина Мартина (The Dean Martin Show) (США)
- 1965—1970 — Напряги извилины (Get Smart) (США)
- 1963—1967 — Боб Хоуп представляет (Bob Hope Presents the Chrysler Theatre) (США)
- 1951—1971 — Шоу Реда Скелтона (The Red Skelton Show) (США)

### Сценарист
- 1980 — Обнажённая бомба (The Nude Bomb) (США)
- 1968—1979 — Все в семье (All in the Family) (США)